# جزيرة ماغنتيك

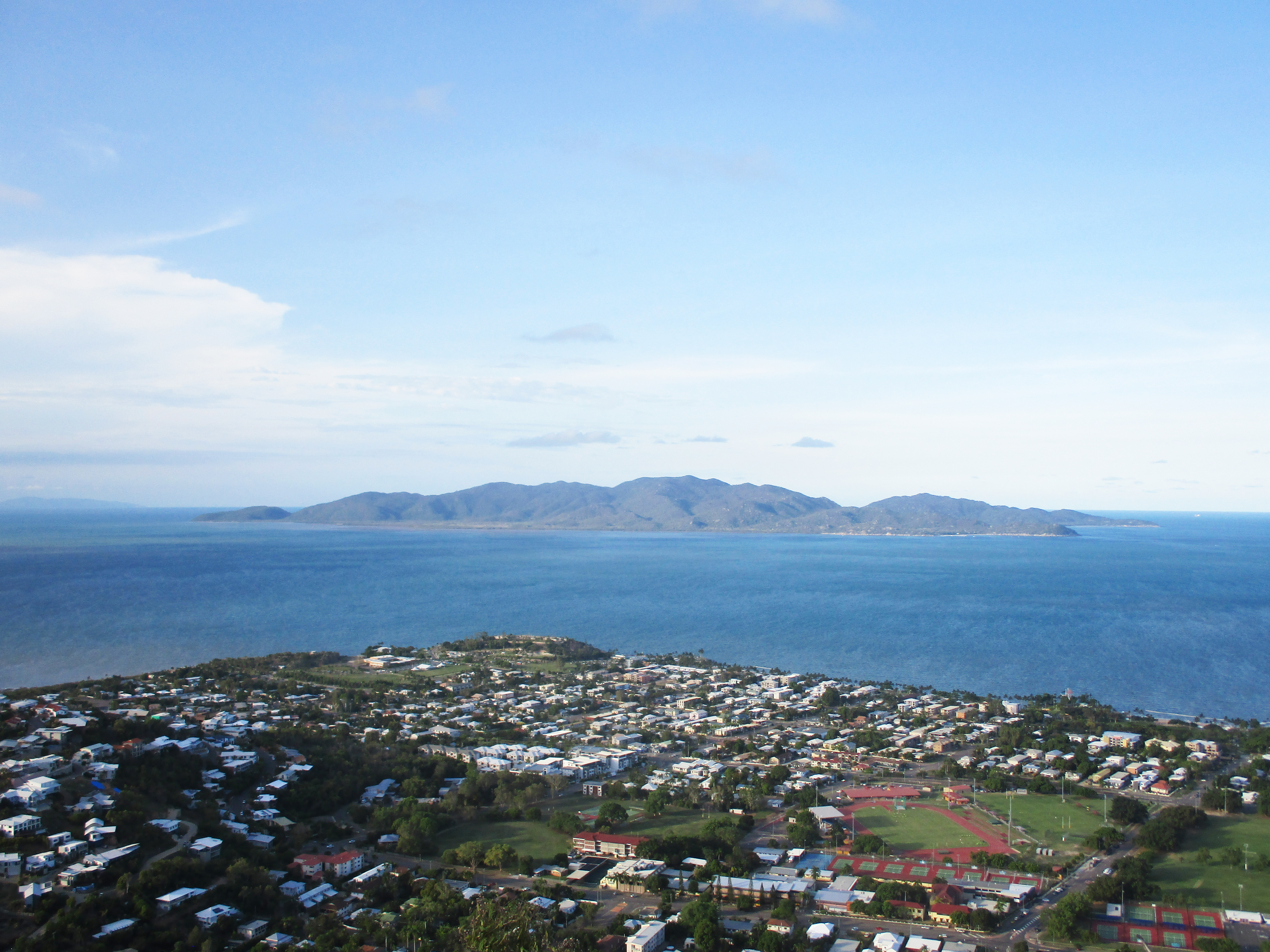
جزيرة ماغنتيك

جزيرة ماغنتيك أو الجزيرة المغناطيسية (بلغة فولغورو: Yunbenun) هي جزيرة تبعد 8 كيلومترات (5 أميال) عن مدينة تاونزفيل، كوينزلاند، أستراليا. أصبحت هذه الجزيرة الجبلية، التي تبلغ مساحتها 52 كيلومترًا مربعًا (20.1 ميلًا مربعًا)، في خليج كليفلاند، ضاحيةً من ضواحي تاونزفيل. يمكن الوصول إلى الجزيرة من تاونزفيل إلى ميناء خليج نيلي بالعبّارة. تضم الجزيرة حديقة وطنية كبيرة بمساحة 39.5 كيلومترًا مربعًا (15.3 ميلًا مربعًا) ومحمية للطيور، ويمكن الوصول إلى مسارات للمشي بين الخلجان المأهولة بالسكان وإلى عدد من الوجهات السياحية، مثل حصون الحرب العالمية الثانية.
في تعداد عام 2021، بلغ عدد سكان جزيرة ماغنتيك 2475 نسمة.